# جيف ويليس
جيف ويليس (بالإنجليزية: Geoff Willis)‏ هو مهندس بريطاني، ولد في 23 ديسمبر 1959 في ساوثهامبتون في المملكة المتحدة.